# Карлтон сир Мер (Квебек)
Карлтон сир Мер (фр. Carleton-sur-Mer) је град у Канади у покрајини Квебек. Према резултатима пописа 2011. у граду је живело 3.991 становника.

## Становништво
Према резултатима пописа становништва из 2011. у граду је живело 3.991 становника, што је за 2,1% мање у односу на попис из 2006. када је регистровано 4.077 житеља.
| 2006. | 2011. |
| ----- | ----- |
| 4.077 | 3.991 |